# Conjunto Histórico de la Villa de Pravia
El Conjunto Histórico de la Villa de Pravia, está situada en la capital del concejo asturiano del mismo nombre, en España. Fue declarado Bien de Interés Cultural (BIC) el 2 de marzo de 1995.

## Delimitación
La zona declarada Bien de Interés Cultural está delimitada por las siguientes calles de la villa de Pravia:
- Avenida Carmen Miranda.
- Calle Agustín Bravo.
- Calle La Fontana.
- Calle Valdés Bazán.
- Avenida de Cudillero.
- Cuesta del Porniello.
- Calle Ramón G. Valle.
- Calle Miguel Primo de Rivera.
- Calle de Las Fuentes.
- Avenida del Valle.
- Calle Martínez de Tena.

## Descripción
Desde el punto de vista constructivo, las casas del conjunto histórico de Pravia siguen utilizando los procedimientos tradicionales en Asturias, muros resistentes y entramados de piedra, que son sustituidos por hormigón y estructuras metálicas en los últimos años.
La composición de fachadas suele ser sencilla con la sucesión de vanos verticales y remate con alero de madera, y en algunos casos, con estancias abuhardilladas. En los casos más modernos, se utilizan motivos clasicistas y modernistas.
La piedra utilizada es caliza gris con vetas rosadas y el acabado suele ser revoco, realizado antiguamente a base de cal y arena de río que daba un tono grisáceo al caserío por la carbonilla que contenía la arena del Nalón. Desde el siglo XIX, hay una extensiva predilección por el blanco.
En el Conjunto Histórico-Artístico de Pravia se delimitan dos zonas de alto interés, una es la de La Colegiata; y otra, la del Ayuntamiento.
La zona de La Colegiata la constituyen el propio edificio de la Colegiata de Santa María la Mayor, el anexo Palacio de Moutas, la plaza, y las ocho casas de canónigos.
En el borde del conjunto histórico se encuentra el barrio de las Fuentes de caserío rural. Adosada al Asilo de Ancianos, está la capilla de Nuestra Señora del Valle. Esta pequeña ermita, de origen en el siglo XIII, y muy reformada en la actualidad, está decorada con la mejor obra escultórica del Renacimiento en Asturias, el retablo y la imagen de la Virgen con el Niño, realizada por el escultor italiano Juan Bautista Portigiani.
La zona del Ayuntamiento constituye el núcleo más antiguo de Pravia, donde se encuentran importantes muestras de la arquitectura señorial de los siglos XVII y XVIII. Entre ellas, ocupa lugar primordial el propio edificio del Ayuntamiento, del siglo XVIII y costeada con los beneficios de la pesca del salmón. En la misma plaza, están otras dos importantes construcciones palaciegas con capillas: la Casa del Busto, reconvertida en hotel; y la casa de los Valdés.
Otros lugares de interés en la villa son la plaza de las Almadreñas, con casas del siglo XVIII, y la fábrica de La Azucarera, del año 1900, emblemático elemento de la arquitectura industrial en ladrillo.
También en las afueras, sobre el cauce del río Aranguín, está el puente de Agones, construido también por el municipio con las rentas del salmón. 
La fuente mural de La Fontana, se localiza en el barrio del mismo nombre.